# 라 아한 테헤란 FC
라 아한 풋볼 클럽(페르시아어: باشگاه فوتبال راه‌آهن)는 테헤란를 연고지로 하는 이란의 축구 클럽이다. 1937년에 설립된 이란 프로리그에서 가장 오래된 축구 클럽이다. 2004-05 시즌 아자데간 리그에서 2위를 차지하여 1부 리그로 승격하였다.

## 선수 명단

### 현역
참고: FIFA 자격 규정에 따라 소속된 국가대표팀 국기를 표시합니다. 선수는 복수의 FIFA 비회원국 국적을 가지고 있을 수 있습니다.
| 번호 | 포지션 | 국적 | 이름 |
| ---- | ------ | ---- | ---- |

| 번호 | 포지션 | 국적 | 이름 |
| ---- | ------ | ---- | ---- |

## 역대 감독
| 감독        | 임기        |
| ----------- | ----------- |
| 알리 다에이 | 2011 ~ 2013 |